# Frederick Harris
Frederick Harris (* 7. Dezember 1984) ist ein sierra-leonischer Judoka, der in der Gewichtsklasse bis 81 bzw. 90 Kilogramm antritt. Er trägt den 2. Dan.

## Biografie
Harris erreichte bei den Judo-Afrikameisterschaften 2020 in Antananarivo (Madagaskar) -90 kg den neunten Rang. Er qualifizierte sich für die Olympischen Sommerspiele 2020 in Tokio, trat jedoch zu seinem Erstrundenkampf nicht an, da er bei der Gewichtskontrolle 84 kg hatte. Während der Eröffnungsfeier war er, gemeinsam mit der Leichtathletin Maggie Barrie, der Fahnenträger seiner Nation.